# 대한민국 상법 제522조
대한민국 상법 제522조는 합병계약서와 그 승인결의에 대한 상법 회사법의 조문이다.

## 조문
제522조 (합병계약서와 그 승인결의) ① 회사가 합병을 함에는 합병계약서를 작성하여 주주총회의 승인을 얻어야 한다.

② 합병계약의 요령은 제363조에 정한 통지와 공고에 기재하여야 한다.

③ 제1항의 승인결의는 제434조의 규정에 의하여야 한다.

第522條 (合倂契約書와 그 承認決議) ① 會社가 合倂을 함에는 合倂契約書를 作成하여 株主總會의 承認을 얻어야 한다.

②合倂契約의 要領은 第363條에 定한 通知와 公告에 記載하여야 한다.

③第1項의 承認決議는 第434條의 規定에 依하여야 한다.

## 같이 보기
- 합병